# 사십오각형
사십오각형(四十五角形)이란 변이 45개인 다각형이다.

사십오각형

내각의 크기의 합은 7740도이므로, 한 내각의 크기는 172도이므로 한 외각의 크기는 8도이다.
넓이 구하는 공식은 45/4 cot t2+ 45파이이다.